# Rodezja (region)
Rodezja (ang. Rhodesia) – historyczna nazwa regionu geograficznego w południowej Afryce współcześnie zajmowanego przez Zambię i Zimbabwe stosowana w epoce kolonialnej, od końca XIX wieku do połowy XX wieku.
Obszar nazwany został na cześć Cecila Rhodesa, brytyjskiego administratora kolonialnego. Kierowana przez niego Brytyjska Kompania Południowoafrykańska (BSAC) rozpoczęła kolonizację tego regionu, za przyzwoleniem brytyjskiego rządu, w 1890 roku. Wcześniej wobec tego obszaru stosowano nazwę Zambezja (Zambesia). W 1911 roku na jej obszarze wyodrębniono Rodezję Północną (późniejsza Zambia) i Rodezję Południową (późniejsze Zimbabwe). BSAC zarządzało całym tym obszarem do 1923 roku, kiedy to Rodezja Południowa stała się samorządną kolonią, a Rodezja Północna przeszła pod bezpośrednią władzę rządu brytyjskiego. W 1953 obie kolonie zostały połączone wraz z sąsiednią Niasą w Federację Rodezji i Niasy, nadal pod zwierzchnictwem brytyjskim. Wkrótce po jej rozpadzie, w 1964 roku Rodezja Północna uzyskała niepodległość jako Zambia. Rodezja Południowa, znajdująca się pod rządami białej mniejszości, liczącej na utrzymanie statusu quo, rok później jednostronnie ogłosiła niepodległość od Wielkiej Brytanii, przyjmując nazwę Rodezja. Po wieloletniej izolacji na arenie międzynarodowej, w 1980 roku nastąpiła pełna emancypacja ludności czarnoskórej, ustanowione zostało Zimbabwe.